# 血染めの感状
血染めの感状（ちぞめのかんじょう）は、上杉謙信が永禄4年（1561年）の第四次川中島の戦いにおいて、軍功のあった配下武将に与えた感状の通称。

## 由来
感状そのものが血に染まっていたという意味ではなく、一族や郎党など多くの近親者を失いながらも忠孝を尽くし、彼らの流した血によってもたらされた感状であるということからこう呼ばれた。

## 対象
この感状が与えられたのは、色部勝長、安田長秀、中条藤資、垂水源二郎（荒川長実）、本多右近允、松本忠繁、岡田但馬の7人で、うち、色部、安田、中条、垂水は揚北衆であり、彼らに宛てられた4通が現存している。